# Maleïda
```

```

|  | Aquest article tracta sobre una planta. Vegeu-ne altres significats a «pic d'Aneto». |

La maleïda, cabrera, lli armat, lli blanc o lli de cabrera (Linum suffruticosum) és una planta herbàcia de la família de les linàcies. N'hi ha a tot el sud-oest d'Europa.

## Llegenda
Diu la llegenda que el nom que duu aquesta planteta prové de la maledicció de la Mare de Déu quan la seva flor volgué ser tan blanca com ella i va ser condemnada a no fer cap olor.